# Djurgårdens IF Fotboll 1929/1930
Djurgårdens IF Fotboll spelade i dåvarande Division 3 Östsvenska 1929/1930. Man vann serien men förlorade kvalet mot IK Brage. Hemmasnittet denna säsong var 461. 
- Bäste målskytt blev Erik Lindbom med 24 mål.